# Richard Dufallo
Richard Dufallo (Whiting, 30 januari 1933 - Denton, 16 juni 2000) was een Amerikaanse klarinettist en dirigent.

## Biografie
Dufallo verhuisde op 12-jarige leeftijd met de familie naar Chicago. Hij studeerde daar van 1950 tot 1953 klarinet aan het American Conservatory of Music en hij speelde in het Civic Orchestra of Chicago. Van 1953 tot 1955 vervulde hij zijn militaire dienstplicht in de United States Navy. Vervolgens studeerde hij compositie en dirigeren bij Lukas Foss aan de University of California. Foss nodigde hem uit in het Improvisation Chamber Ensemble.
Tijdens de jaren 1960 begon hij met zijn carrière als dirigent bij het Buffalo Philharmonic Orchestra in Buffalo. Dufallo onderwees aan het Center for Creative and Performing Arts aan de State University of New York en studeerde bij William Steinberg aan het dirigentenseminarie van de New York Philharmonic. Van 1965 tot 1967 was hij assistent van Leonard Bernstein bij de New York Philharmonic. In 1967 begeleidde hij het orkest tijdens een reis door Azië. Daarna was hij gastdirigent bij het Philadelphia Orchestra, het Chicago Symphony Orchestra en het Saint Paul Chamber Orchestra. In 1969 schoolde hij zich verder bij Pierre Boulez. Bovendien werd hij artistiek leider en daarmee opvolger van Darius Milhaud bij de Conference on Contemporary Music in Aspen. Tijdens de jaren 1970 en 1980 onderwees hij nieuwe muziek aan de Juilliard School in New York en bij het Aspen Music Festival and School. Hij verantwoordde talrijke wereld- (Iannis Xenakis, Karlheinz Stockhausen, Sir Peter Maxwell Davies, Krzysztof Penderecki, Aribert Reimann en anderen) en eerste premières (Jacob Druckman, Elliott Carter, Charles Ives, Carl Ruggles en anderen) van werken van eigentijdse componisten.
In 1970 debuteerde hij met het Orchestre Téléphonique Français of Paris in Europa. Hij dirigeert o.a. de Berliner Philharmoniker, het London Symphony Orchestra en het Orquesta Nacional de España. In 1975 dirigeerde hij voor de eerste keer het Concertgebouw Orkest. Tournees ondernam hij met het Netherlands Wind Ensemble en met het Dutch Radio Philharmonic. Radio-opnamen ontstonden met het Rotterdams Philharmonisch Orkest. In 1980 werd hij muziekdirecteur van het Gelders Orchestra of Arnheim.
Van 1972 tot 1974 dirigeerde hij de mini-met van de Metropolitan Opera en regelmatig de Cincinnati Opera en de New York City Opera.
In zijn naam werd aan de University of North Texas, waar zijn echtgenote professor was, een studiebeursprogramma ingesteld. In de University of North Texas Music Library wordt de Richard Dufallo Collection beschikbaar gesteld.

## Privéleven en overlijden
Richard Dufallo was getrouwd met de pianiste Pamela Mia Paul en is vader van drie kinderen. Hij overleed in juni 2000 op 67-jarige leeftijd